# Convertisseur de couple

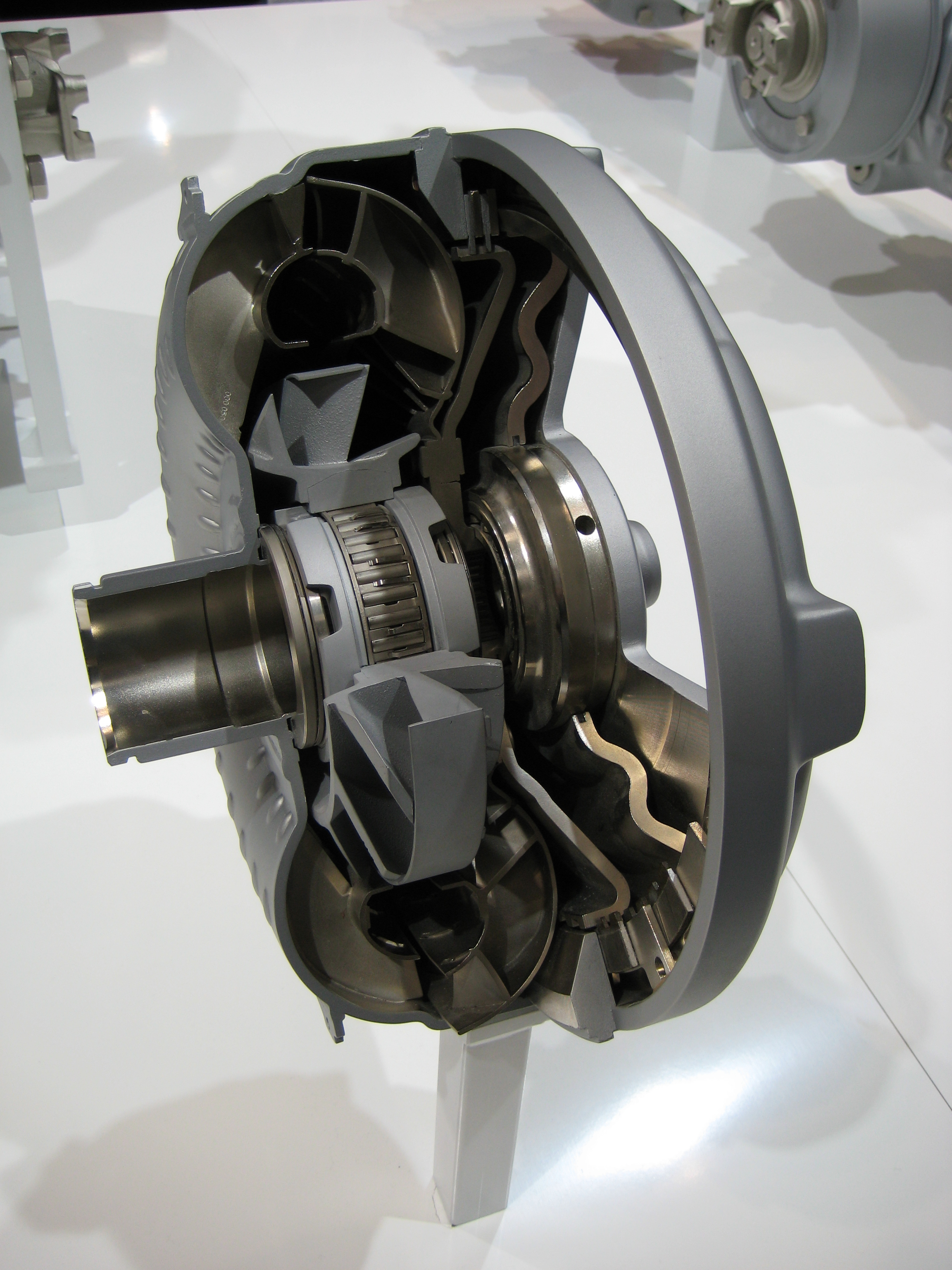
Convertisseur de couple de marque ZF.

Un convertisseur de couple est une variante de l'accouplement hydraulique, qui est employé pour transmettre une puissance entre un arbre moteur et un mécanisme.

## Description
Comme un accouplement hydraulique, le convertisseur de couple peut remplacer un embrayage mécanique, en permettant à la charge d'être isolée de la source de puissance, mais un convertisseur de couple peut aussi réaliser une démultiplication, c'est-à-dire augmenter le couple quand les vitesses de rotation d'entrée et de sortie sont différentes, en devenant alors l'équivalent d'un variateur de vitesse mécanique.
La formule :
{\displaystyle P=C.\Omega }
avec :
- {\displaystyle P} : la puissance sur l'arbre (d'entrée ou de sortie). Un accouplement idéal transmet intégralement la puissance d'un arbre à l'autre ;
- {\displaystyle C} : le couple de l'arbre d'entrée ou de celui de l'arbre de sortie qui varient en fonction de la différence de vitesse entre l'arbre primaire et l'arbre secondaire
- {\displaystyle \Omega } :  la vitesse de rotation de l'arbre primaire ou de l'arbre secondaire

Cette formule permet de comprendre que pour une puissance donnée le couple de l'arbre de sortie sera plus important que celui du moteur si la différence de vitesse entre l'arbre primaire et l'arbre secondaire est élevée, mais quasiment identique si le glissement est faible.
Ce dispositif permet à une boîte de vitesses automatique de donner une impression de souplesse, mais aussi l'impression que le moteur patine lors du changement de rapport. Elle présente également l’inconvénient, dans la plupart des cas, de supprimer la possibilité de frein moteur.

## Historique
Les convertisseurs et freins hydrauliques sont apparus au début du XXe siècle. 
Dès 1877, l'Amirauté avait chargé l'ingénieur Froude de mettre au point un frein dynamométrique capable de mesurer la puissance des plus gros moteurs de marine du moment. C'est ainsi que Froude produisit le premier frein hydrodynamique, parfois appelé dynamomètre hydraulique. Cette invention est à l'origine de la création du bureau d'études de Birmingham Heenan & Froude Ltd. Puis en 1905, l'ingénieur Hermann Föttinger dépose un brevet d'embrayage fluide. Dans un second brevet déposé en 1915, Föttinger en a proposé une version plus compacte, cette fois très proche des convertisseurs produits en série depuis. Un prototype d'embrayage fluide construit sur ce principe a été testé en 1925. Trois ex-collaborateurs de Föttinger déposent en 1928 le brevet du convertisseur Trilok. General Motors inaugure la fabrication en série pour sa Buick Dynaflow en 1948. Le constructeur Borgward produit à partir de 1955 un embrayage Trilok.

## Du frein hydraulique au convertisseur de couple

Schéma du frein hydraulique d'un dynamomètre.

Les freins hydrodynamiques dont il va être ici question constituent de loin la forme la plus répandue de convertisseur de couple pour les transmissions d’automobile. On utilise toutefois également des systèmes hydrostatiques dans les petits engins de chantiers comme les minipelles. Enfin on trouve aussi dans les variateurs de vitesse des composants purement mécaniques permettant d'effectuer une démultiplication : citons par exemple le variateur Constantinesco, la transmission à disque Lambert, ou encore le boîtier de vitesse à courroies Variomatic.

### Principe des coupleurs hydrauliques
Les coupleurs hydrauliques ont permis le développement de frein hydrodynamique. Le fluide utilisé dans ce cas est  de l'eau. Lorsque la turbine est en rotation, l’énergie mécanique se dissipe dans l'eau par turbulence et frottement. Le choc dû à la mise en charge de l'eau entre les augets du corps de turbine et ceux de l'arbre tournant, absorbe de l'énergie. Cette énergie échauffe le courant d'eau par frottement à travers le frein hydrodynamique. Presque toute la puissance d'entrée de l'arbre (souvent un moteur à combustion interne) est convertie en échauffement de l'eau : seule une très petite quantité d'énergie est absorbée par les roulements et les joints du frein. C'est cet échauffement qui explique que le débit doit être proportionnel à la puissance dissipée : la température de l'eau chassée de la cellule doit être maintenue à moins de 50-70 °C pour éviter la cavitation et l'écaillage. L'eau est injectée depuis l'axe de la turbine, et après avoir cheminé entre les augets successifs, est chassée par un orifice d'extrémité. Le taux de travail dépend de la quantité d'eau dans la cellule : la puissance de certains freins hydrodynamiques se règle en ne jouant que sur le débit d'entrée, l'exutoire étant dimensionné selon la puissance maximum à absorber, tandis que d'autres contrôlent simultanément le débit d'entrée et de sortie, ce qui permet un réglage plus fin de la température. Le corps de turbine, ou carter, est ajouré pour éviter les surpressions/dépressions d'air au gré des variations de débit.  
La fraction de couple absorbée est donnée par l’équation C=k.ω2.D5 où C est le couple, ω la vitesse de rotation de l'arbre (en tr/min), D le diamètre de l'arbre et k une constante dépendant de la forme des augets de l'arbre et du corps de turbine.
Pour les bancs d'essai où l'on a besoin de connaître le moment du couple d'un arbre, on utilise un peson monté sur une console liée au bâti du moteur, et perpendiculaire à la bielle d'entrée. Le carter de la turbine, ou stator, est monté sur des roulements à rouleaux, et l'arbre est lui-même monté sur des roulements à rouleaux faisant l'interface avec le stator afin qu'il puisse tourner indépendamment. Le peson se trouve entre le bâti et le stator de la turbine, qui a tendance à tourner en sens inverse de l'arbre de la turbine (troisième loi de Newton). 
On peut régler le taux de freinage en modifiant le débit fluide dans la cellule, par des vannettes manuelles ou commandées électroniquement. Plus le débit est important, plus on a de puissance. Ces freins hydrodynamiques sont communs dans les machines d'essai de matériaux.
Les matériels de travaux publics et de travaux agricoles ont parfois utilisé des coupleurs pour transmettre la puissance du moteur en direction de la transmission. Le fluide utilisé est dans ce cas de l'huile. L'argument avancé par les concepteurs est la souplesse de la transmission et l'absence de transmission des vibrations du moteur en direction de la transmission. Employé par quelques fabricants de matériels agricoles avant les années 2000, le coupleur est depuis abandonné au profit de transmission automatisée powershift ou à variation continue.

### Le freinage hydrodynamique
Le frein hydrodynamique, notamment, est un exemple d'application du coupleur hydraulique à l'absorption d’énergie cinétique : il consiste le plus souvent en une turbine enchâssée dans une bâche. Le frein hydrodynamique de Froude est fondamentalement un absorbeur de couple.
Dans cette machine, l'arbre moteur accélère l'eau en la faisant tourbillonner. Le jet d'eau est contrarié par le corps de turbine qui la renvoie vers l'axe de l'arbre. Pour un débit donné, cette déflexion de jet se traduit par une absorption de quantité de mouvement, la variation de quantité de mouvement se traduisant par une force de réaction, qui s'applique sur les augets à une certaine distance entre l'axe de l'arbre et le corps de turbine. Le couple antagoniste à celui de l'arbre moteur est donné par la force de réaction de l'eau, multipliée par cette distance, qui est le bras de levier.

## Fonctionnement

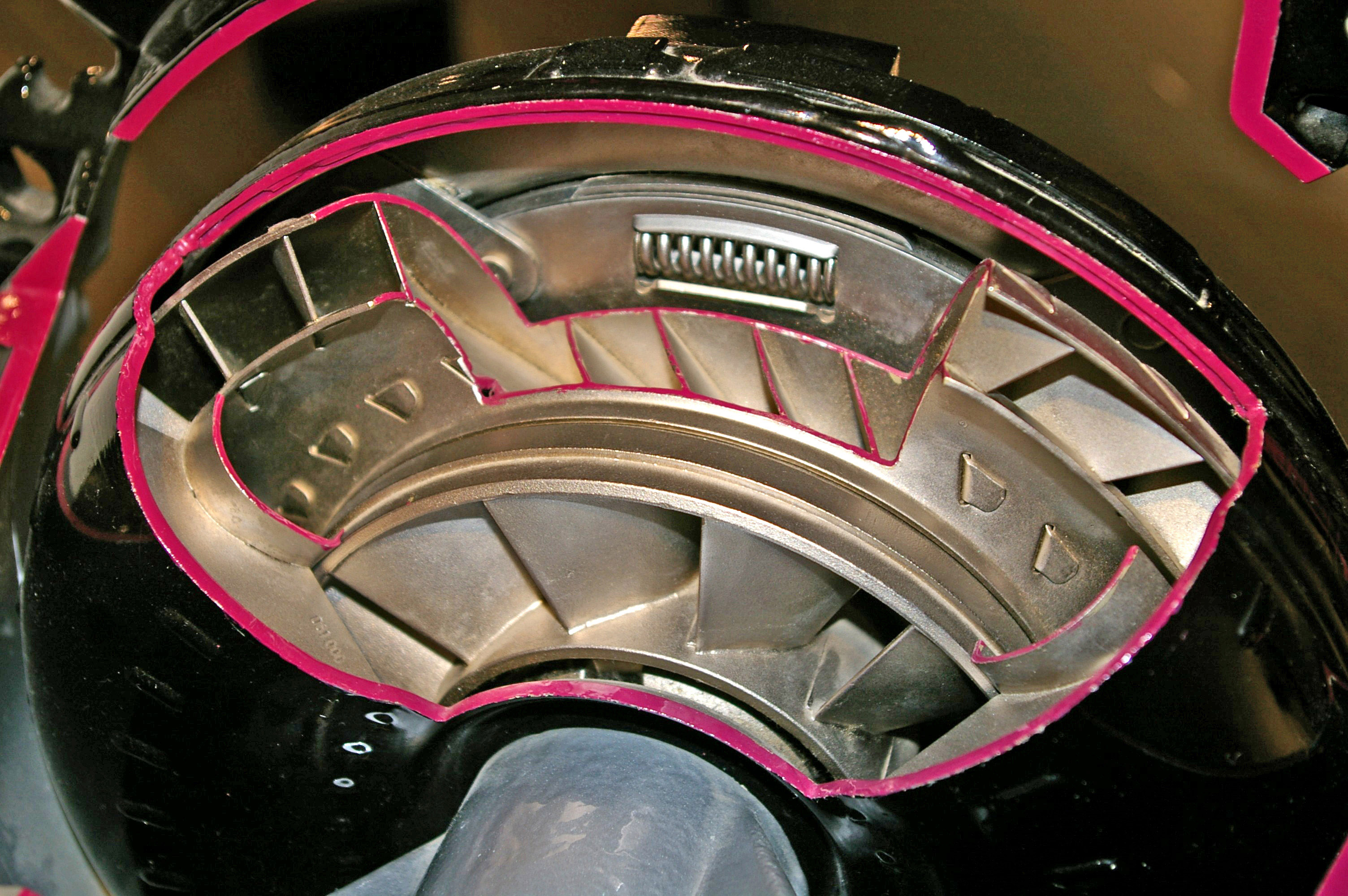
Éclaté d'un convertisseur de couple hydrodynamique (Musée Porsche de Stuttgart, novembre 2006).

### Composants d'un convertisseur de couple
Un coupleur hydraulique est une transmission à double corps qui, au mieux, conserve le couple d'entrée, alors qu'un convertisseur de couple comporte au moins un élément supplémentaire (le corps de turbine) qui bouleverse les caractéristiques de transmission en cas de patinage, en amplifiant le couple d'entrée.
Un convertisseur de couple comporte au moins trois arbres tournants : l'arbre moteur ; la turbine, qui agit sur la charge à déplacer ; et le corps de turbine, qui s’interpose entre l'arbre moteur et la turbine pour empêcher le retour d'huile vers le moteur. Dans un convertisseur de couple classique, le corps de turbine est encastré pour empêcher sa rotation, d'où le mot anglais stator ; en pratique, il est monté sur un cliquet anti-retour, qui bloque uniquement la rotation dans le sens inverse de celui de l'arbre moteur.
On a régulièrement modifié ce schéma de base, notamment lorsque l'on recherchait un taux de démultiplication exceptionnel. Le plus souvent, cela s'est fait par connexion de plusieurs turbines, chaque jeu de turbines correspondant à une démultiplication de couple donnée : par exemple, la transmission automatique Dynaflow (en) de Buick est de conception classique et, dans les conditions normales, elle ne fait jouer qu'un convertisseur pour démultiplier le couple ; mais c'était un convertisseur à cinq turbines permettant une démultiplication suffisante pour propulser de grosses voitures.
Quoique cela déborde de la conception du convertisseur de couple classique, signalons que plusieurs convertisseurs d'automobile comportent un embrayage qui améliore l'efficacité de transmission en régime de croisière et réduit l’échauffement. L'embrayage rend la turbine solidaire de l'arbre moteur, la transmission n'est plus qu'entièrement mécanique, ce qui élimine les pertes par dissipation dans le fluide.

### Les trois régimes de fonctionnement
Un convertisseur de couple peut se trouver dans l'un des trois états suivants :
Démarrage depuis le point mortLe moteur essaye de mettre l'arbre moteur en mouvement mais la turbine est bloquée : cela arrive par exemple lorsque le conducteur d'une auto passe une vitesse mais empêche le véhicule de démarrer en appuyant sur le frein. Au point mort, le convertisseur de couple peut développer un couple énorme si on lui communique une puissance d'entrée suffisante (la démultiplication qu'on peut ainsi atteindre est appelée taux au démarrage). La phase de patinage dure quelques instants car au démarrage (d'un véhicule, par ex.), il y a encore une grande différence de vitesse de rotation entre l'arbre moteur et la turbine.
AccélérationLa différence de vitesse de rotation entre l'arbre moteur et la turbine s'atténue mais reste élevée : dans ces conditions, le convertisseur produira une démultiplication inférieure à celle du « mode patinage ». Le taux de démultiplication dépend de l'écart de vitesse, mais aussi de la conception du convertisseur.
CouplageLa turbine a atteint environ 90 % de la vitesse de rotation de l’arbre moteur; le gain de couple plafonne et le convertisseur ne se comporte plus que comme un couplage fluide. Dans les moteurs modernes, c'est souvent à ce stade que le cliquet anti-retour entre en action, ce qui améliore le rendement.
C'est le corps de turbine qui permet au convertisseur de couple de démultiplier les vitesses. Avec un coupleur hydraulique classique, le patinage se traduit par un retour du fluide depuis la turbine vers le moteur, qui tend à modérer la vitesse de rotation de l'arbre primaire, réduit l'efficacité du moteur et développe un échauffement considérable ; avec un convertisseur de couple, au contraire, le retour de fluide est réinjecté grâce au corps de turbine, de sorte qu'il favorise le mouvement de rotation du primaire au lieu de le freiner : on récupère ainsi une grande partie de l'énergie du fluide chassé. Le débit de la turbine s'en trouve accru, ce qui augmente le couple de sortie. Le fluide ayant tendance à tourner dans la direction inverse à celle de l'arbre moteur, le corps de turbine aura tendance lui-même à tourner en sens rétrograde par réaction au mouvement du fluide résistant. On bloque ce mouvement parasite par un cliquet anti-retour.
Contrairement aux augets radiaux d'un coupleur hydraulique classique, qui sont plans, les augets du rotor et du corps de turbine d'un convertisseur de couple sont biais et courbes : les augets du stator agissent en effet comme des coursiers qui détournent le fluide et l'amènent à concourir à la rotation de l'arbre primaire. Le parallélisme des augets du rotor permet de ramener le fluide contre le corps de turbine, qui retourne l'accélération du fluide et la fait agir dans le sens moteur. La géométrie des augets doit être suffisamment soignée, car des irrégularités mineures peuvent altérer considérablement la performance du convertisseur.
Au cours des phases de patinage et d’accélération, où l'amplification de couple se produit, le corps de turbine est immobile par rapport au châssis du moteur grâce au cliquet anti-retour ; mais à l'approche de la phase de couplage, le retour de fluide diminue peu à peu, donc la pression contre le corps de turbine diminue : le couplage entre le fluide et l'arbre est pratiquement atteint et l'essentiel du fluide est entraîné dans le même sens de rotation que l'arbre, avec une tendance à entraîner le corps de turbine dans le même sens de rotation que l'arbre. Le débrayage du cliquet permet de libérer le corps de turbine, et tout le bloc convertisseur va tourner (à peu près) en bloc grâce aux galets à rouleaux.
Fatalement, une partie de l’énergie cinétique du fluide est perdue par frottement et dissipation turbulente, ce qui se traduit par un échauffement du convertisseur (traité dans la plupart des applications industrielles par circulation d'un calo-porteur). Cet effet est particulièrement important dans les conditions de patinage. Dans les convertisseurs modernes, la géométrie des augets ralentit le fluide lorsque l'arbre tourne au ralenti, ce qui permet de faire tourner le moteur au point mort sans risque de surchauffe.

### Efficacité et démultiplication de couple
Un convertisseur de couple ne peut atteindre 100 % de rendement. Dans sa conception classique à trois pièces, la courbe de rendement a la forme suivante : un rendement nul au point mort, une croissance continue pendant la phase d’accélération et un rendement qui retombe en régime de croisière (phase de couplage entre le rotor et le stator de la turbine). La baisse de rendement en régime de croisière vient de la turbulence engendrée par l'immobilité du corps de turbine qui, comme on l'a dit plus haut, est aujourd'hui généralement relaxée en mettant ce carter en roue libre grâce à un encliquetage.
Mais même avec cet encliquetage, un convertisseur de couple ne peut maintenir le même rendement en régime de croisière qu'un coupleur hydraulique de mêmes dimensions. Une partie de la dissipation s'explique par la présence du corps de turbine (bien qu'il accompagne la rotation en bloc du fluide et de l'arbre de la turbine), car la turbulence de l'écoulement subsiste ; mais l'essentiel des pertes est dû à la forme incurvée des augets, qui n'absorbent pas l’énergie cinétique du fluide tournant en bloc, aussi bien que des pales radiales planes. Puisque la géométrie des augets est d'une importance cruciale pour la démultiplication du couple, il a bien fallu rechercher un compromis avec le rendement en régime de croisière : dans le domaine de l’automobile, où la demande du marché et la pression des autorités a privilégié des moteurs à faible consommation, la généralisation du débrayage a fait passer au second plan des débats la question du rendement du convertisseur.
Le taux maximum de démultiplication d'un convertisseur de couple dépend beaucoup de la taille et de la géométrie des augets de la turbine et du carter, et il n'est développé qu'en phase de démarrage, au point mort : il va en général de 1,8 à 2,5 dans les automobiles (bien que les convertisseurs multi-étages tels le Dynaflow de Buick et le Turboglide (en) de Chevrolet puissent atteindre des taux plus élevés). Quant aux transmissions de puissance à usage industriel, ferroviaire ou maritime, on y trouve fréquemment une démultiplication du couple d'entrée par 5. Généralement, on cherche un compromis entre le taux de démultiplication maximum et le rendement moyen : les convertisseurs à forte puissance au démarrage sont en effet peu efficaces au voisinage de la vitesse de croisière, au contraire de convertisseurs « moins nerveux. »
Les caractéristiques d'un convertisseur de couple doivent être choisies avec soin en fonction de celles du moteur et du type d'application, puisque le choix d'une géométrie pour les augets affecte le taux d'amplification au démarrage et le rendement en régime de croisière. Ainsi, par exemple, les boîtes de vitesses automatiques des dragsters utilisent des convertisseurs donnant un gain maximum au démarrage, pour donner au bolide une réactivité et une « nervosité » maximum, alors que les berlines vont privilégier une minimisation de l'échauffement et une stabilité de régime optimale.
Un trait qu'on trouvait autrefois dans certaines boîtes de vitesses automatiques de General Motors était le stator réglable, où l'angle d'attaque des augets pouvait être ajusté en fonction de la vitesse d'entrée et du poids total en charge. Cela jouait sur le taux de démultiplication. Avec l'angle d'attaque normal, le carter conférait une démultiplication de couple modeste mais un bon rendement en régime de croisière. En cas d'admission un peu brutale, une valve modifiait l'angle d'attaque pour augmenter le taux de démultiplication (au prix d'une baisse de rendement).

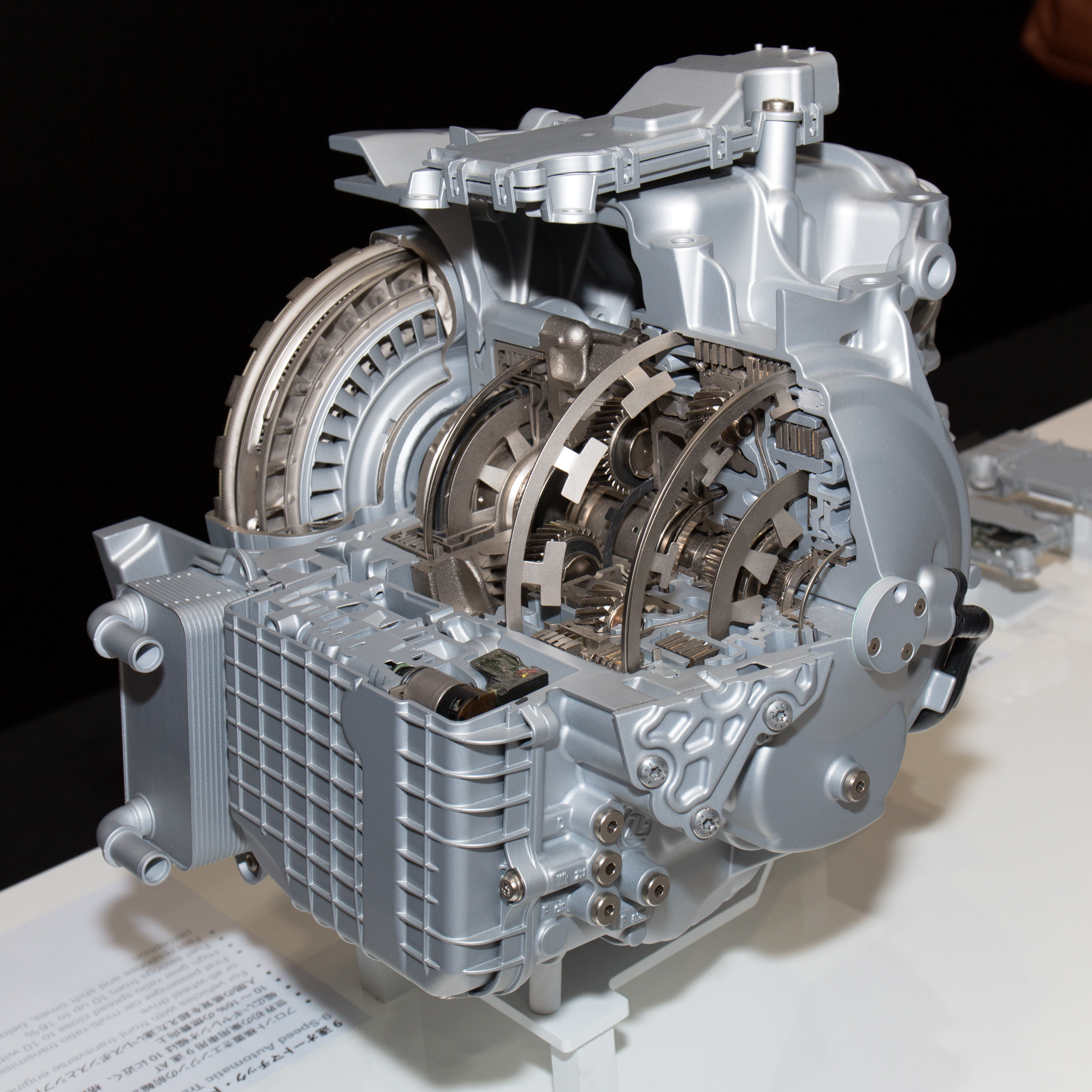
La boîte de vitesses automatique à 9 pignons de ZF Friedrichshafen (salon de Tokyo, 2013).

On trouve dans certains convertisseurs de couple un jeu de plusieurs turbines pour développer une palette de taux de démultiplication de couple-moteur. Ces appareils sont surtout utilisés dans les applications industrielles, bien que des transferts de technologie vers l'automobile aient été tentés avec le Dynaflow (en)de Buick et le Turboglide (en) de Chevrolet. Le réducteur Dynaflow combinait la réduction mécanique de son réducteur planétaire avec le convertisseur hydraulique à bas régime, puis court-circuitait la première turbine et se mettait en prise sur une seconde turbine en moyen et haut régime. La contrepartie de ce dispositif était un faible rendement, et cette boîte de vitesses se trouva finalement remplacée par une boîte à trois régimes avec un convertisseur purement hydraulique.

### Les convertisseurs à débrayage automatique
Comme on l'a dit plus haut, les pertes d'énergie cinétique à l'intérieur de la turbine réduisent le rendement et s'accompagnent d'un échauffement. Dans les moteurs modernes, on remédie à cet inconvénient par la mise en roue libre du corps de turbine, qui lui permet de tourner en bloc avec l'arbre, et fait du convertisseur un joint de transmission ordinaire. Comme il n'y a pratiquement plus de mouvement relatif entre les différentes pièces, le frottement est réduit à peu de choses.
La première application de ce débrayage à l’automobile a été la transmission Ultramatic de Packard, apparue en 1949 : elle consistait à rendre le bloc solidaire de l'arbre en vitesse de croisière, et à le débrayer lorsqu'on approchait du sous-régime en cas d'accélération brusque ou lorsque le véhicule ralentissait. On retrouve cette particularité dans certaines transmissions BorgWarner des années 1950. Elle est tombée en désuétude dans les années suivantes par suite de son coût et de la complexité excessive du montage ; mais depuis la fin des années 1970, les débrayages en roue libre ont refait leur apparition pour répondre au besoin de moteurs moins gourmands en essence, et ils équipent aujourd'hui la plupart des moteurs de véhicule.

### Performances et modes de panne
Comme pour l’accouplement fluide classique, le couple capable théorique d'un convertisseur est proportionnel à {\displaystyle \rho \cdot \omega ^{2}\cdot D^{5}}, où ρ est la masse volumique du fluide (en kg/m³), ω la vitesse d'entrée de l'arbre (en tours par minute), et D le diamètre (en m). En pratique, toutefois, le couple maximum qu'on peut obtenir est limité par les propriétés mécaniques des matériaux constituant le convertisseur, et par le volant thermique du fluide caloporteur (souvent de l'eau). Pour des raisons de résistance, de fiabilité de l'étanchéité et de coût de fabrication, la plupart des carters de convertisseur d'automobile sont des pièces soudées, alors que les convertisseurs industriels sont assemblés par boulonnage, ce qui permet de les démonter et de les réparer, mais augmente bien évidemment leur coût.
Dans les convertisseurs destinés aux prototypes de course et aux engins de chantier, le corps de pompe et la turbine sont renforcés par une technique dite de brasage au four, qui consiste à laminer du cuivre pour renforcer la jonction des augets, des raccords et des joints toriques. Le brasage au four forme un ménisque à la jonction auget-arbre, favorable à la diminution de la turbulence, et produit donc un meilleur rendement moteur.
La fatigue d'un convertisseur peut se traduire par plusieurs modes de défaillance, dont certains sont particulièrement dangereux :
Surchauffele sur-régime ou un patinage poussé peuvent excéder les possibilités de dissipation de la chaleur, ce qui va endommager les joints en élastomère, entraîner des fuites et finalement mettre un terme au couplage et faire périr le mécanisme faute de fluide.
Verrouillage du cliquetles composants intérieurs et extérieurs du cliquet anti-retour entrent en contact et se bloquent mutuellement, ce qui empêche l'entraînement libre du stator en régime de croisière. Le plus souvent, ce grippage est précipité par un sur-régime ou la déformation des roulements de l'encliquetage ; à terme, il se produit un matage des galets, qui se traduit par le grippage. Dans cet état, le convertisseur présente des performances dégradées en régime de croisière, et la consommation d'essence fait un bond ; il survient aussi une surchauffe du convertisseur si le conducteur persiste.
Rupture du cliquetun démarrage brutal provoque des chocs sur le rochet d'encliquetage, et finalement un calage du moteur. Si cela arrive, le stator se met en roue libre dans la direction opposée à celle de l'arbre moteur, et le véhicule n'a pratiquement plus de puissance. Pour une automobile, l'effet est à peu près celui d'un débrayage.
Déformation et fragmentation des augetsl’application brutale d'un effort sur l'arbre ou la surchauffe peut provoquer la déformation des augets du convertisseur ou leur rupture. Ce phénomène va se traduire par une perte de rendement, et des symptômes semblables (mais moins prononcés) à ceux résultant d'une rupture de l'encliquetage.
Bombementle sur-régime, l’application brutale d'un effort sur l'arbre, ou la sollicitation du convertisseur de couple à des vitesses de rotation très élevées peuvent provoquer la déformation de la chambre de turbine par suite d'une surpression ou des forces centrifuges.  À l’extrême, le bombement va s'accompagner d'une fissuration du corps de turbine, avec dispersion d'huile surchauffée et risque d'explosion.

## Applications et principaux constructeurs

### Domaines d'application
- Embrayages automatiques en automobile, destinés aux autocars, aux bus et aux camions.
- Bulldozers et autres engins de puissance.
- Systèmes de propulsion maritimes[12].
- Les transmissions de puissance de pont roulant, presque tous les chariots élévateurs modernes, cabestans, les foreuses, les engins de chantier et les locomotives.
- Système de lancement de lignes d'arbres de groupe turbo-alternateur à base de turbine à combustion.

### Premiers constructeurs
- La boîte de vitesses automatique Vickers-Coates[13] (1930).
- Le convertisseur Lysholm-Smith[14], a été commercialisé par Leyland Motors et a équipé des autobus dès 1933, ainsi que certaines motrices diesel comme le British Rail Derby Lightweight ou Ulster Transport Authority
- Le système Mekydro des locomotives Class 35 Hymek de British Rail.
- Le convertisseur Packard, que l'on retrouve dans les boîtes de vitesses Ultramatic (1949).
- Le convertisseur à disques Rolls-Royce, qui équipait certaines motrices diesel de British United Traction.

### Constructeurs contemporains
- Valeo fabrique des convertisseurs pour Ford, General Motors, Mazda, Subaru. Ses concurrents sur ce marché sont BorgWarner, Jatco, Aisin AW, et LuK (équipementier pour Ford, General Motors et Hyundai).
- Les transmissions Allison équipent principalement les bus, et les engins de chantier (traitement des déchets, lutte contre l’incendie, travaux publics, engins militaires). Son concurrent, ZF Friedrichshafen, équipe les bus et s'est spécialisé dans les engins pour la sylviculture.
- Twin Disc, Inc. équipe le secteur pétrolier et la marine.
- Les transmissions à turbine Voith équipent de nombreuses motrices Diesel.